# Sedella pentandra
Sedella pentandra är en fetbladsväxtart som beskrevs av H.E. Sharsmith. Sedella pentandra ingår i släktet Sedella och familjen fetbladsväxter. Inga underarter finns listade i Catalogue of Life.